# 布科湖 (米洛韋爾蘭)
52°36′00″N 12°15′48″E / 52.6°N 12.2633°E
布科湖（德語：Buckower See），是德國的湖泊，位於該國東北部，由勃蘭登堡州負責管轄，處於哈弗爾蘭縣的米洛韋爾蘭，長0.6公里、寬0.3公里，面積0.43平方公里。